# Socha svatého Jana Nepomuckého (Podlažice)
Vrcholně barokní pískovcová socha svatého Jana Nepomuckého od východočeského sochaře Jana Alberta Devotyho z roku 1723 se nalézá na zahradě u domu čp. 90 v Podlažicích, místní části města Chrast v okrese Chrudim. Socha je od 28. prosince 2006 chráněna jako nemovitá kulturní památka ČR.

## Historie
Sochu dal z vděčnosti postavit roku 1723 úředník biskupského dvora, který se zachránil před utonutím. Socha původně stála na hrázi rybníka, ale při stavbě silnice byla přemístěna na nynější místo.

## Popis
V zahradě domu čp. 90 v Podlažicích stojí na podstavci sestávajícím ze dvou pískovcových schodů po stranách lemovaných nízkým oblým parapetem nízký, nahoře profilováním okosený sokl.
Na soklu stojí užší pilíř s boky ozdobenými dole volutami a nahoře zakončený profilovanou, ve středu vzhůru obloukovitě vzepjatou římsou. Na římse je vytesán již nečitelný nápis. Uprostřed čelní strany pilíře je vyhlouben reliéf osmicípé hvězdy. Pod hvězdou je vytesán špatně čitelný nápis: „obnovena ze slibů za uzdravení biskupa J.J. L.P.1867 A.CH.“
Na římse pilíře stojí nízký hranolový podstavec na jehož čelní straně se nalézá další rovněž již nečitelný nápis. Na zadní straně tohoto podstavce je vytesáno Renovatum 1737.
Na podstavci stojí socha prostovlasého svatého Jana Nepomuckého v životní velikosti oděného v tradiční kanovnické roucho. Světec drží v levé ruce biret, hlavu se svatozáří s pěti hvězdami sklání ke krucifixu, který přidržuje pravou rukou v náručí.
Socha prošla v roce 2014 celkovým restaurováním.